# Numeració khmer

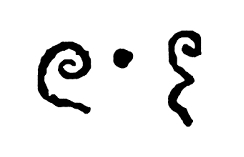
El nombre 605 en numeració Khmer.

La numeració Khmer o numeració cambodjana, data com a mínim de l'any 604 de la nostra era i es va trobar en una estela a Prasat Bayang, Cambodja, no gaire lluny d'Angkor Borei.

## Numerals

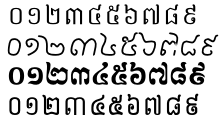
Els numerals khmer en quatre variants tipogràfiques.

Els numerals khmer deriven dels numerals hindus, els numerals khmer també representen la posició decimal. Són el sistema de numeració amb la primera evidència de representació del zero, datant-se ja d'ençà el segle vii, dos segles abans que es representés el zero a l'Índia. Tanmateix el sistema khmer antic també representava amb símbols separats els nombres 10, 20, i 100. Sembla que feien servir un sistema vigesimal.
Tant la numeració Thai com la Lao deriven de l'antic Khmer, les seves formes modernes encara s'hi assemblen en molts caqsos:
| Valor | Khmer | Thai | Lao |
| ----- | ----- | ---- | --- |
| 0     | ០     | ๐    | ໐   |
| 1     | ១     | ๑    | ໑   |
| 2     | ២     | ๒    | ໒   |
| 3     | ៣     | ๓    | ໓   |
| 4     | ៤     | ๔    | ໔   |
| 5     | ៥     | ๕    | ໕   |
| 6     | ៦     | ๖    | ໖   |
| 7     | ៧     | ๗    | ໗   |
| 8     | ៨     | ๘    | ໘   |
| 9     | ៩     | ๙    | ໙   |

## Sistema modern Khmer
Els noms parlats del sistema modern de numercíó Khmer representen un sistema biquinari utilitzant les dues bases, 5 i 10.

### Nombres del 0 al 5
La major part de les etimologies dels nombres khmer de l'1 al 5 deriven del nucli de les llengües austroasiàtiques (Mon–Khmer) amb l'excepció del nombre zero que deriva del sànscrit: śūnya.
| Valor | Numeració Khmer | Forma de la paraula | IPA       | UNGEGN | ALA-LC | Altres | Notes                               |
| ----- | --------------- | ------------------- | --------- | ------ | ------ | ------ | ----------------------------------- |
| 0     | ០               | សូន្យ                 | soun      | sony   | sūny   | soun   | del sànscrit śūnya                  |
| 1     | ១               | មួយ                  | muəj      | muŏy   | muay   | mouy   | /muəj/ es redueix a /mə/ en parlar. |
| 2     | ២               | ពីរ                  | piː (pɨl) | pir    | bīr    | pii    | També /pir/                         |
| 3     | ៣               | បី                   | ɓəj       | bei    | pī     | bei    |                                     |
| 4     | ៤               | បួន                  | ɓuən      | buŏn   | puan   | buon   |                                     |
| 5     | ៥               | ប្រាំ                  | pram      | prăm   | prâṃ   | pram   |                                     |

### Nombres ordinals
Com en Thai (ที่ thi) i el vietnamita (thứ), els nombres ordinals Khmer també es formen posant ទី tiː enfront d'un nombre cardinal.
| Significat | escrit en Khmer | IPA           | UNGEGN  | ALA-LC  | Other   | Notes |
| ---------- | --------------- | ------------- | ------- | ------- | ------- | ----- |
| First      | ទីមួយ             | tiː muəj      | ti muŏy | dī muay | ti muoy |       |
| Second     | ទីពីរ             | tiː moukː~pɨl | ah mouk | ah mork | ar mouk |       |
| Third      | ទីបី              | tiː ɓəj       | ti bei  | dī pī   | ti bei  |       |